# ژارنووا
ژارنووا (به لهستانی:  Żarnowa) یک روستا در لهستان است که در گمینا ستژژوو واقع شده‌است. ژارنووا ۱٬۰۰۰ نفر جمعیت دارد.